# Crossmolina
Crossmolina (Crois Uí Mhaoilíona in gaelico irlandese) è un villaggio della zona settentrionale del Mayo, contea occidentale della Repubblica d'Irlanda. Situato sul fiume Deel e sulla strada N59, dista soltanto 9 km da Ballina e qualche chilometro dal vasto Lough Conn.